# 山西提督
山西提督是清初統領山西軍務的最高軍事長官，為從一品官。後撤裁，由山西巡撫兼提督銜。

## 沿革
- 順治十八年（1661年），設山西提督。
- 康熙元年（1662年），迁往平阳。
- 康熙四年（1665年），迁往太原。
- 康熙七年（1668年），裁撤山西提督。
- 康熙十三年（1674年），復設山西提督。
- 康熙二十年（1681年），再度裁撤山西提督。
- 雍正十二年（1734年）起，山西巡撫兼提督銜。

## 歷任提督
| 姓名   | 任職時間                           | 卸職時間          | 卸職原因 |
| ------ | ---------------------------------- | ----------------- | -------- |
| 柯永盛 | 順治十八年九月壬辰 1661年11月7日   | 康熙七年 1668年   | 裁撤     |
| 周卜世 | 康熙十三年十二月戊申 1675年1月14日 | 康熙二十年 1681年 | 裁撤     |